# Desa Sukakersa (administrativ by i Indonesien, lat -6,80, long 106,70)
Desa Sukakersa är en administrativ by i Indonesien.   Den ligger i provinsen Jawa Barat, i den västra delen av landet, 70 km söder om huvudstaden Jakarta.